# Butterfly (Kylie Minogue-sang)
 For alternative betydninger, se Butterfly. (Se også artikler, som begynder med Butterfly)
"Butterfly" er en sang af den australske sangerinde Kylie Minogue fra hendes syvende studiealbum Light Years (2000), og blev udgivet som albummets sjette single og første salgsfremmende single. Sangen blev skrevet af Minogue og Steve Anderson, og blev produceret af Mark Picchiotti. Sangen fik generelt positive anmeldelser fra musikkritikere, mange angiver som et øjeblik udgivelse fra albummet. Sangen blev et dance-hit og nåede nummer fjorten på Billboard i kategorien Hot Dance Club Songs.

## Formater og sporliste
CD maxi single
1. "Butterfly" (Radio Mix)
2. "Butterfly" (Sandstorm Mix)
3. "Butterfly" (E-Smoove Mix)
4. "Butterfly" (Illicit Mix)
5. "Butterfly" (Trisco Mix)
6. "Butterfly" (Havoc Mix)
7. "Butterfly" (Craig J. Mix)
8. "Butterfly" (Sandstorm Dub)
9. "Butterfly" (E-Smoove Dub)

CD single
1. "Butterfly" (Sandstorm Mix)
2. "Butterfly" (E-Smoove Mix)
3. "Butterfly" (Illicit Mix)
4. "Butterfly" (Trisco Mix)
5. "Butterfly" (Radio Mix)

12" single
1. "Butterfly" (Sandstorm Vocal Mix)
2. "Butterfly" (E-Smoove Vocal Mix)
3. "Butterfly" (Illicit Mix)
4. "Butterfly" (Trisco Mix) (Long)

## Hitlister
| Hitliste                         | Placering |
| -------------------------------- | --------- |
| Billboard (Hot Dance Club Songs) | 14        |